# (8555) Mirimao
(8555) Mirimao es un asteroide perteneciente al cinturón de asteroides, descubierto el 3 de junio de 1995 por el equipo del Observatorio Astronómico de Santa Lucia di Stroncone desde el Observatorio Astronómico de Santa Lucia di Stroncone, Stroncone, Italia.

## Designación y nombre
Designado provisionalmente como 1995 LD. Fue nombrado en memoria de Guido Mirimao (1909-1990), pintor y dibujante de renombre internacional. Artista gráfico que colaboró regularmente en periódicos y revistas, de 1931 a 1940 recibe numerosos premios en exposiciones nacionales. También creó obras de arte y murales sobre temas sagrados en Italia y en el extranjero.

## Características orbitales
Mirimao está situado a una distancia media del Sol de 2,356 ua, pudiendo alejarse hasta 2,526 ua y acercarse hasta 2,186 ua. Su excentricidad es 0,072 y la inclinación orbital 6,018 grados. Emplea 1321,08 días en completar una órbita alrededor del Sol.
Pertenece a la familia de asteroides de (4) Vesta.

## Características físicas
La magnitud absoluta de Mirimao es 14,66. Tiene 2,373 km de diámetro y su albedo se estima en 0,453.